# マーティン・H・グリーンバーグ
マーティン・ハリー・グリーンバーグ（Martin H. Greenberg、1941年3月1日 - 2011年6月25日）はアメリカ合衆国の編集者。おもにサイエンスフィクション・推理小説のアンソロジーを手がけ、生涯で1,298冊を編集した。
テロリストや中東問題を研究する学者でもあり、トム・クランシーと共著した小説はテロリズムを扱っている。

## 邦訳されたアンソロジー
- 『三分間の宇宙』 100 Great Science Fiction Short Short Stories (1978)　講談社 1981
  - アイザック・アシモフ / マーティン・H・グリーンバーグ / ジョゼフ・D・オランダー編
- 『SF九つの犯罪』 The 13 Crimes of Science Fiction (1979) 新潮文庫 1981
  - アイザック・アシモフ / マーティン・H・グリーンバーグ / チャールズ・G・ウォー編
- 『ミニミニSF傑作展』 Microcosmic Tales (1980) 講談社 1983
  - アイザック・アシモフ / マーティン・H・グリーンバーグ / ジョゼフ・D・オランダー編
- 『ミニ・ミステリ100』 Miniature Mysteries (1981) ハヤカワ・ミステリ文庫 1983
  - アイザック・アシモフ / マーティン・H・グリーンバーグ / ジョゼフ・D・オランダー編
- 『クリスマス12のミステリー』 The Twelve Crime of Christmas (1981) 新潮文庫 1985
  - アイザック・アシモフ / マーティン・H・グリーンバーグ / キャロル＝リン・R・ウォー編
- 『ビッグ・アップル・ミステリー -マンハッタン12の事件』 The Big Apple Mysteries (1982) 新潮文庫 1985
  - アイザック・アシモフ / マーティン・H・グリーンバーグ / キャロル＝リン・R・ウォー編
- 『恐怖のハロウィーン』 13 Horrors of Halloween (1983) 徳間書店 1986
  - アイザック・アシモフ / マーティン・H・グリーンバーグ / キャロル・リン・R・ウォー編
- 『コンピュータ10の犯罪』 Computer Crimes and Capers (1983) パーソナルメディア 1987
  - アイザック・アシモフ / マーティン・H・グリーンバーグ / チャールズ・G・ウォー編
- 『クリスマス13の戦慄』 The Twelve Frights of Christmas (1986) 新潮文庫 1988
  - アイザック・アシモフ / マーティン・H・グリーンバーグ / キャロル・リン・R・ウォー編
- 『海外SFショート・ショート秀作選 1,2』集英社文庫コバルトシリーズ 1983 - 1984
  - アイザック・アシモフ / マーティン・H・グリーンバーグ / チャールズ・G・ウォー編
- 『16品の殺人メニュー』 Murder on the Menu (1984) 新潮文庫 1997
  - アイザック・アシモフ / マーティン・H・グリーンバーグ / キャロル・リン・R・ウォー編
- 『いぬはミステリー』 Hound Dunnit (1987) 新潮文庫 1992
  - アイザック・アシモフ / マーティン・H・グリーンバーグ / キャロル＝リン・R・ウォー編
- 『世界カーSF傑作選』 Car Sinister (1979) 講談社文庫 1981
  - ロバート・シルヴァーバーグ / マーティン・H・グリーンバーグ / ジョゼフ・D・オルダー編
- 『ミステリーゾーン03』 The Twilight Zone: The Original Stories Vol.1 (1985) 文春文庫 1989
  - マーティン・H・グリーンバーグ / リチャード・マシスン / チャールズ・G・ウォー編
- 『ミステリーゾーン04』 The Twilight Zone: The Original Stories (1985) 文春文庫 1989
  - マーティン・H・グリーンバーグ / リチャード・マシスン / チャールズ・G・ウォー編
- 『バレンタイン14の恐怖』 14 Vicious Valentines (1988) 新潮文庫 1989
  - マーティン・H・グリーンバーグ / ロザリンド・M・グリーンバーグ / チャールズ・G・ウォー(Charles G. Waugh)
- 『ギャラクシー』 Galaxy;Thirty Years of Innovate Science Fiction (1980) 創元推理文庫 1987-88
  - フレデリック・ポール / マーティン・H・グリーンバーグ / ジョゼフ・D・オランダー編
- 『未来企業 : 未来の衝撃の時にも変らぬ会社』 Tomorrow, Inc. (1976) サンリオ 1979 
  - マーティン・H・グリーンバーグ / ジョゼフ・D・オランダー編
- 『シャーロック・ホームズの新冒険』 The New Adventures of Sherlock Holmes (1987) ハカヤカミステリ文庫 1989
  - マーティン・H・グリーンバーグ / キャロル・リン・R・ウォー編
- 『罠』 Stalkers (1989) 扶桑社ミステリー 1992
  - エド・ゴーマン / マーティン・H・グリーンバーグ編
- 『プレデターズ』 Predators (1993) 扶桑社ミステリー 1994
  - エド・ゴーマン / マーティン・H・グリーンバーグ編
- 『猫の事件簿 -ネコ派のためのミステリ短編集』 Cat Crimes (1991) 二見文庫 1994
  - エド・ゴーマン / マーティン・H・グリーンバーグ編
- 『貴婦人のペルシャ猫 -猫の事件簿シリーズ』 Cat Crimes 2 vol.1 (1992) 二見文庫 1994
  - エド・ゴーマン / マーティン・H・グリーンバーグ編
- 『魔女のオレンジ猫 -猫の事件簿シリーズ』 Cat Crimes 2 vol.2 (1992) 二見文庫 1994
  - エド・ゴーマン / マーティン・H・グリーンバーグ編
- 『宝石商の猫 -猫の事件簿シリーズ』 Cat Crimes 3 vol.1 (1992) 二見文庫 1995
  - エド・ゴーマン / マーティン・H・グリーンバーグ編
- 『猫が消える町 -猫の事件簿シリーズ』 Cat Crimes 3 vol.2 (1992) 二見文庫 1995
  - エド・ゴーマン / マーティン・H・グリーンバーグ編
- 『in ハリウッド 猫の事件簿』 Feline and famous Cat Crimes Goes Hollywood (1994) 二見文庫 1995
  - エド・ゴーマン / マーティン・H・グリーンバーグ編
- 『赤ずきんの手には拳銃 ワンス・アポン・ア・クライム』 Once Upon A Crime (1998) 原書房 199
  - エド・ゴーマン / マーティン・H・グリーンバーグ編
- 『白雪姫、殺したのはあなた ワンス・アポン・ア・クライム』 Once Upon A Crime (1998) 原書房 1999
  - エド・ゴーマン / マーティン・H・グリーンバーグ編
- 『シャーロック・ホームズ クリスマスの依頼人』 Holmes for The Holidays (1996) 原書房 1988
  - マーチン・H・グリーンバーグ / ジョン・L・レレンバーグ / キャロル＝リン・R・ウォー編
- 『シャーロック・ホームズ 四人目の賢者』 More Holmes for The Holidays (1999) 原書房 1999
  - マーチン・H・グリーンバーグ / ジョン・L・レレンバーグ / キャロル・リン・ロッセル・ウォー編
- 『シャーロック・ホームズ ベイカー街の殺人』 Murder in Baker Street (2001) 原書房 2002
  - マーティン・H・グリーンバーグ / ジョン・L・レレンバーグ / ダニエル・スタシャワー編
- 『シャーロック・ホームズ ワトソンの災厄』 Murder, My Dear Watson (2002) 原書房 2003
  - マーティン・H・グリーンバーグ / ジョン・Ｌ・レレンバーグ / ダニエル・スタシャワー編
- 『シャーロック・ホームズ ベイカー街の幽霊』 Ghosts in Baker Street: New Tales of Sherlock Holmes (2006) 原書房 2006
  - マーティン・H・グリーンバーグ / ジョン・Ｌ・レレンバーグ / ダニエル・スタシャワー編
- 『ノストラダムス秘録』 The Secret Prophecies of Nostradamus (1995) 扶桑社ミステリー 1999
  - シンシア・スターノウ / マーティン・H・グリーンバーグ編
- 『ラヴクラフトの遺産』 Lovecraft's Legacy (1990) 創元推理文庫
  - ロバート・E・ワインバーグ / マーティン・H・グリーンバーグ編
- 『ゴーサム・カフェで昼食を 22の異常な愛の物語』 Dark Love: Twenty Two All-Original Tales of Lust and Obsession (1995) 扶桑社ミステリー 1996
  - マーティン・H・グリーンバーグ / エドワード・E・クレイマー / ナンシー・A・コリンズ編
- 『死の姉妹』 Sisters of the Night (1995) 扶桑社ミステリー 1996
  - バーバラ・ハムリー / マーティン・H・グリーンバーグ編
- 『新エドガー賞全集』 The New Edgar Winners (1990) ハヤカワミステリ文庫 1992（アメリカ探偵作家クラブ傑作選(The Mystery Writers of America Anthology)14）
  - マーティン・H・グリーンバーグ編
- 『バットマンの冒険01』 The Further Adventures of Batman (1989) 現代教養文庫 1989
  - マーティン・H・グリーンバーグ編
- 『バットマンの冒険02』 The Further Adventures of Batman (1989) 現代教養文庫 1990
  - マーティン・H・グリーンバーグ編
- 『シャーロック・ホームズのSF大冒険』 Sherlock Holmes in Orbit (1995) 河出文庫 2006
  - マイク・レズニック / マーティン・H・グリーンバーグ編
- 『18の罪 -現代ミステリ傑作選』 A Prisoner of Memory: the Year's Finest Crime and Mystery Stories (2008)　ヴィレッジブックス 2012
  - エド・ゴーマン / マーティン・H・グリーンバーグ編

## トム・クランシーとの共著 〈剣〉シリーズ
- 千年紀の墓標（Power Plays: Politika, 1997）
- 南シナ海緊急出撃（Power Plays:  Ruthless.Com, 1998）
- 謀略のパルス（Power Plays: Shadow Watch, 1999）
- 細菌テロを討て！（Power Plays: Bio-Strike, 2000）
- 死の極寒戦線（Power Plays: Cold War, 2001）
- 謀殺プログラム（Power Plays: Cutting Edge, 2002）
- 殺戮兵器を追え（Power Plays: Zero Hour, 2003）
- 石油密輸ルート（Power Plays: Wild Card, 2004）